# Flubendazole
Flubendazole là một loại thuốc trị giun. Tên thương hiệu của nó là Flutelmium, một loại bột nhão được sản xuất bởi Janssen Pharmaceutica NV được sử dụng bởi các bác sĩ thú y để bảo vệ chống lại ký sinh trùng và giun trong chó và mèo. Các tên thương hiệu khác là Flubenol, Biovermin và Flumoxal.
Nó cũng có sẵn cho người sử dụng để điều trị nhiễm giun. Nó có sẵn OTC (không có toa) ở châu Âu.
Kể từ năm 2000, grit được xử lý bằng Flubendazole ngày càng được đặt ra trên quy mô cảnh quan trên nhiều cánh đồng grouse của Anh bởi những người chơi trò chơi trong nỗ lực giảm tác động lên số lượng chim từ giun lươn. Bằng chứng về gánh nặng giun cao là cần thiết trước khi bác sĩ thú y có thể phân phối và bán sản phẩm, được gọi là 'grit thuốc'. Tuy nhiên, đã có sự lo ngại ngày càng tăng về các chất gây ô nhiễm xâm nhập vào vùng nước ngầm chảy ra từ vùng đồng hoang, cũng như từ việc sử dụng nó trong môi trường canh tác và sự hiện diện của nó trong phân bón. Các nhà nghiên cứu đang bắt đầu thu thập bằng chứng nghiên cứu để thông báo phát triển chính sách về sự hiện diện của thuốc này và các loại thuốc thú y khác trong môi trường rộng lớn hơn.